# Luis Falcon
Luis Falcón Martín (Las Palmas de Gran Canaria, 3 settembre 1970) è un informatico e medico spagnolo fondatore dell'ONG GNU Solidario e sviluppatore del programma GNU Health.

## Biografia
Luis Falcón nasce a Las Palmas de Gran Canaria, Spagna, nel 1970. Si laurea in Informatica negli Stati Uniti e in Medicina in Argentina. Nel 2009 fonda GNU Solidario, un'organizzazione no profit focalizzata sui temi della salute e dell'educazione attraverso il software libero.

## GNU Solidario: software libero nella sanità e nell'educazione
Falcón sostiene l'adozione del Software Libero nella pubblica amministrazione. GNU Solidario, l'organizzazione da lui fondata nel 2009, lavora per rendere accessibili universalmente sia la salute pubblica che l'educazione.
Nel suo discorso Free Software as a Catalyst for Liberation, Social Justice and Social Medicine, definisce il Software Libero come movimento, filosofia e attivismo. Secondo Falcón l'uso di software patentati nell'amministrazione pubblica è una contraddizione in termini.

### Educazione pubblica

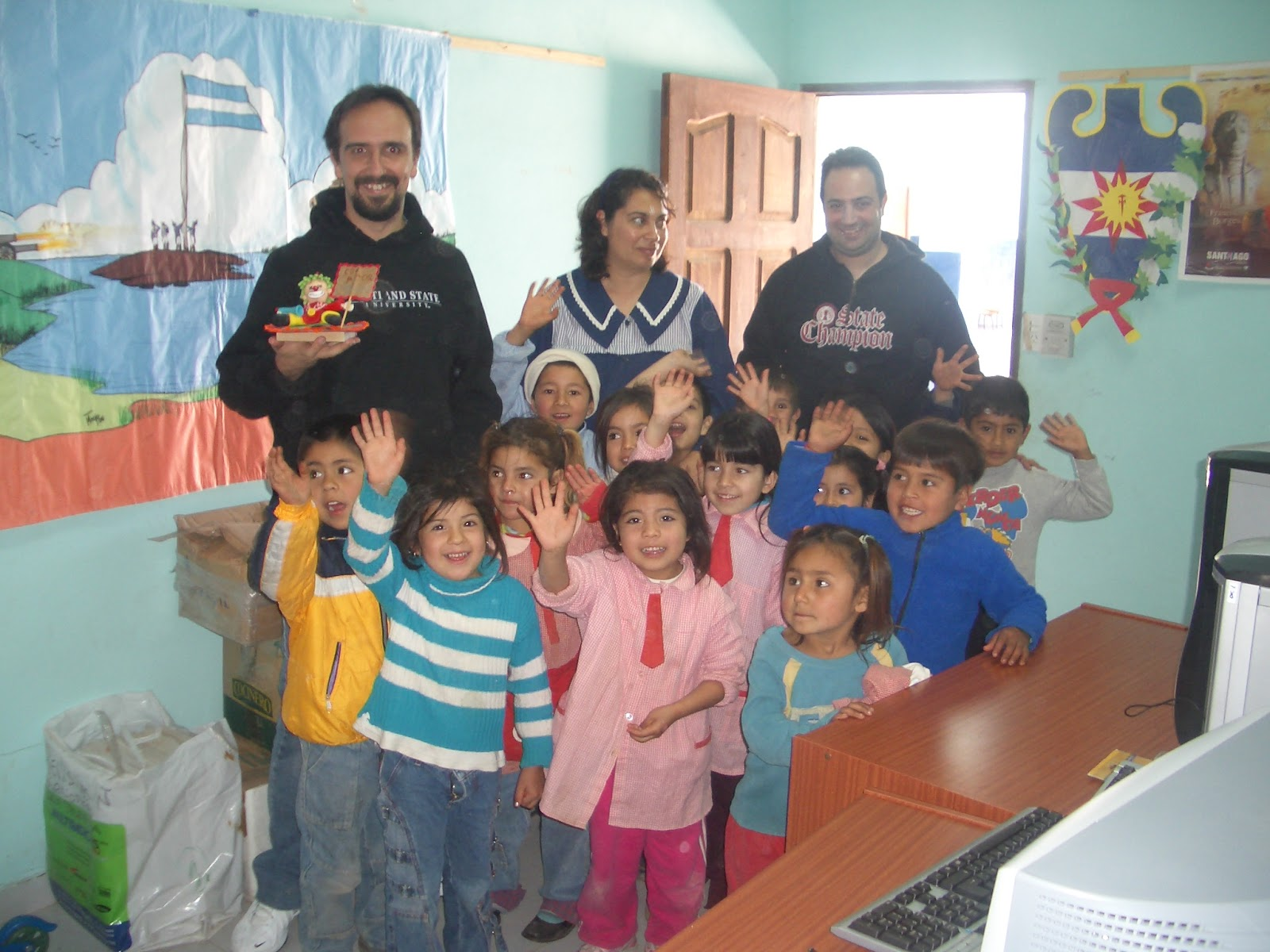
Luis Falcon nella scuola di Santiago del Estero, 2006

I progetti iniziali creati da Luis Falcón sono relativi all'Educazione Pubblica.
Dopo aver osservato le realtà di molti dei bambini di queste scuole, aggiunge la Social Medicine per migliorare le determinanti socio-economiche della salute nelle comunità. Concepisce l'educazione e la sanità come le basi dello sviluppo e della dignità della società.

### IWEEE
Nel 2010 Falcón organizza il primo International Workshop on eHealth in Emerging Economies - IWEEE - nel tentativo di riunire diverse organizzazioni per condividere le esperienze e cercare modi per migliorare le vite di milioni di esseri umani dei Paesi in via di sviluppo. IWEEE è una conferenza non-tecnica in cui istituzioni accademiche, organizzazioni umanitarie e collettivi sociali si riuniscono per presentare e dibattere questioni sociali, mediche e di eSanità (eHealth).
Fin dal primo evento, nel 2010, IWEEE ha ospitato organizzazioni umanitarie multilaterali come il Programma delle Nazioni Unite per lo sviluppo, la Croce Rossa e Mezzaluna Rossa Internazionale, War Child, l'Organizzazione Mondiale della Sanità, Medici senza Frontiere, l'Università delle Nazioni Unite International Institute for Global Health, la Caritas Internationalis, università e istituzioni di ricerca come l'European Bioinformatics Institute.

### Sanità pubblica e medicina sociale

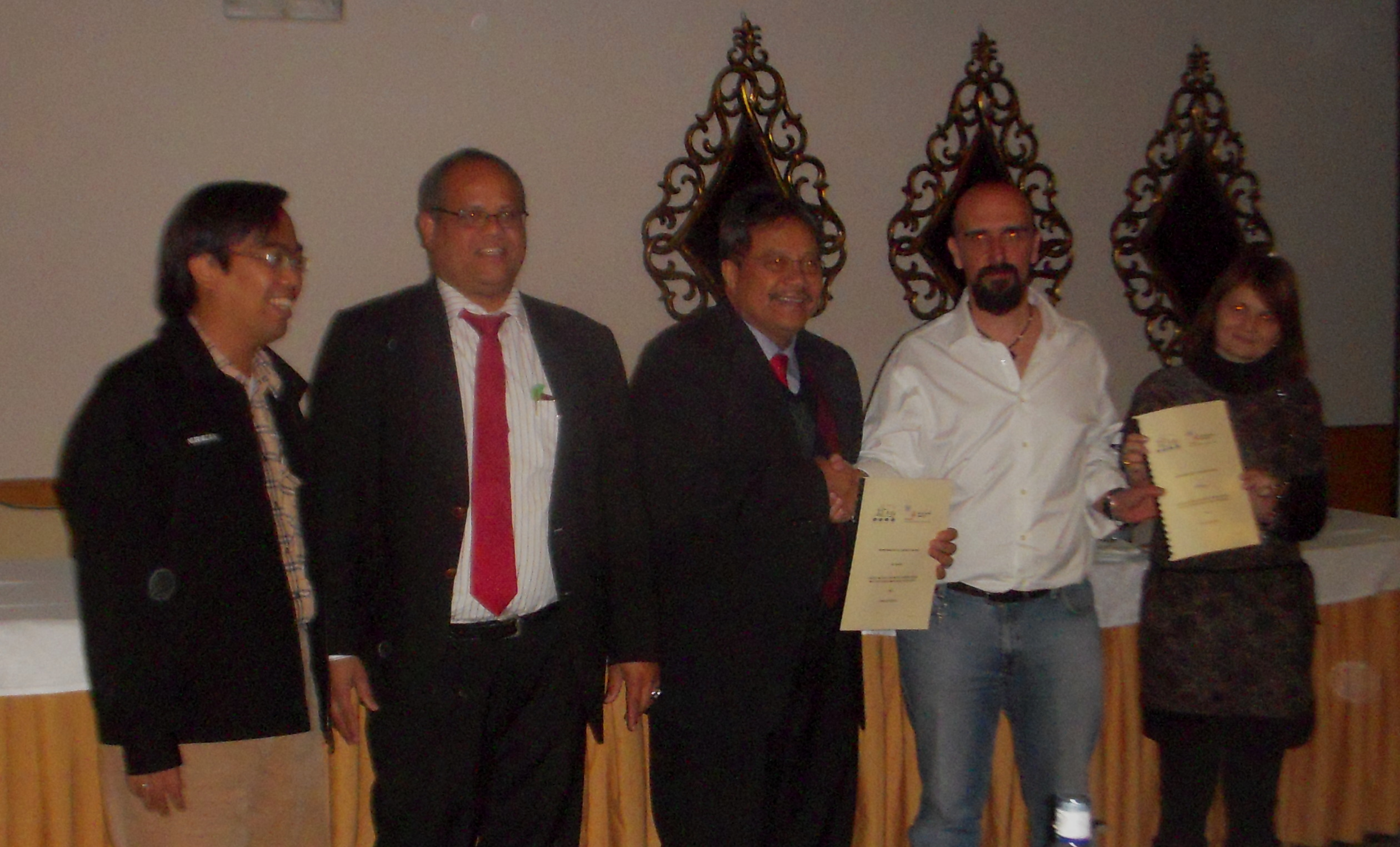
Luis Falcón and Mohamed Salleh alla cerimonia dopo aver firmato l'accordo tra lo United Nations University International Institute for Global Health e GNU Solidario

Falcón sostiene il modello della sanità pubblica e l'universalità dell'assistenza sanitaria. Concepisce la salute come un "diritto umano non negoziabile".
. Crede fermamente nell'adozione del software libero all'interno del settore pubblico. In un'intervista ha dichiarato: "Incoraggio la gente a chiedere ai propri politici di adottare il software libero nel campo dell'assistenza sanitaria, perché la salute è un bene pubblico. Per questo motivo tutti i sistemi informatici sanitari dovrebbero essere basati sul software libero. La sanità pubblica e il software patentato sono antagonostici".
Falcón si rifà all'idea di Rudolf Virchow del concetto di Medicina come Scienza Sociale. Conia così l'aforisma di Virchow: "La Medicina è una scienza sociale, e la politica non è altro che medicina su larga scala".

### GNU Health
In seguito all'esperienza fatta nelle aree rurali e svantaggiate del Sudamerica, inizia a pensare che il Software Libero possa aiutare le autorità e i professionisti della salute a migliorare il sistema di sanità pubblica. Queste riflessioni lo portano alla creazione di GNU Health.
Falcón definisce GNU Health un "Progetto Sociale con un pizzico di tecnologia".
GNU Health è stato il primo progetto di Software Libero che si è concentrato sulla Sanità Pubblica e sulla Medicina Sociale. L'11 novembre 2011, Luis Falcon (presidente di GNU Solidario) e Mohamed Salleh (direttore dell'Università delle Nazioni Unite firmano un accordo per la distribuzione globale del GNU Health Hospital and Information System, in particolare nei Paesi in via di sviluppo.
Nel 2012 il Ministero della Salute della Giamaica decide di adottare e personalizzare GNU Health come registro elettronico sanitario nazionale. Come citato nel documento National Health Information System Strengthening and e-Health Strategic Plan 2014-2018, l'obiettivo è quello di "Implementare, su base graduale, GNU Health Free and Open Source Software (FOSS) come nuovo Sistema elettronico nazionale di Amministrazione Pazienti (ePAS) negli ospedali pubblici e nei centri sanitari".
Falcón sostiene che l'università debba essere un punto chiave non solo nell'insegnamento dell'Informatica Sanitaria e della Medicina Sociale, ma anche come promotrice della sensibilizzazione della comunità e della diffusione del valore del Software Libero nelle amministrazioni pubbliche in generale, e nella Sanità Pubblica in particolare.
L'Università delle Nazioni Unite ha diretto la formazione di professionisti della salute provenienti da diversi Paesi. Questo articolo menziona che i partecipanti provenivano principalmente dai Ministeri della Salute di Malaysia e Indonesia, da ospedali pubblici e privati, da università e anche da organizzazioni non governative.
L'Università di Entre Ríos è stata una delle prime ad adottare GNU Health, sia insegnando informatica sanitaria con Software Libero a studenti e professionisti, sia implementando GNU Health in diverse istituzioni sanitarie dell'Argentina.

## Diritti animali
Luis Falcón è anche un attivista per i diritti degli animali. In un'intervista per Ethical Magazine afferma: "Una società che schiavizza, tortura e uccide altre specie è malata".
Nel suo discorso programmatico presso il 12th International Symposium in Open Collaboration, OpenSym 2016 a Berlino, dichiara che l'allevamento intensivo e l'industria della carne e dei latticini non sono solo inumani ed estremamente crudeli, ma sono anche dannosi e negativi per l'ambiente.

## Riconoscimenti

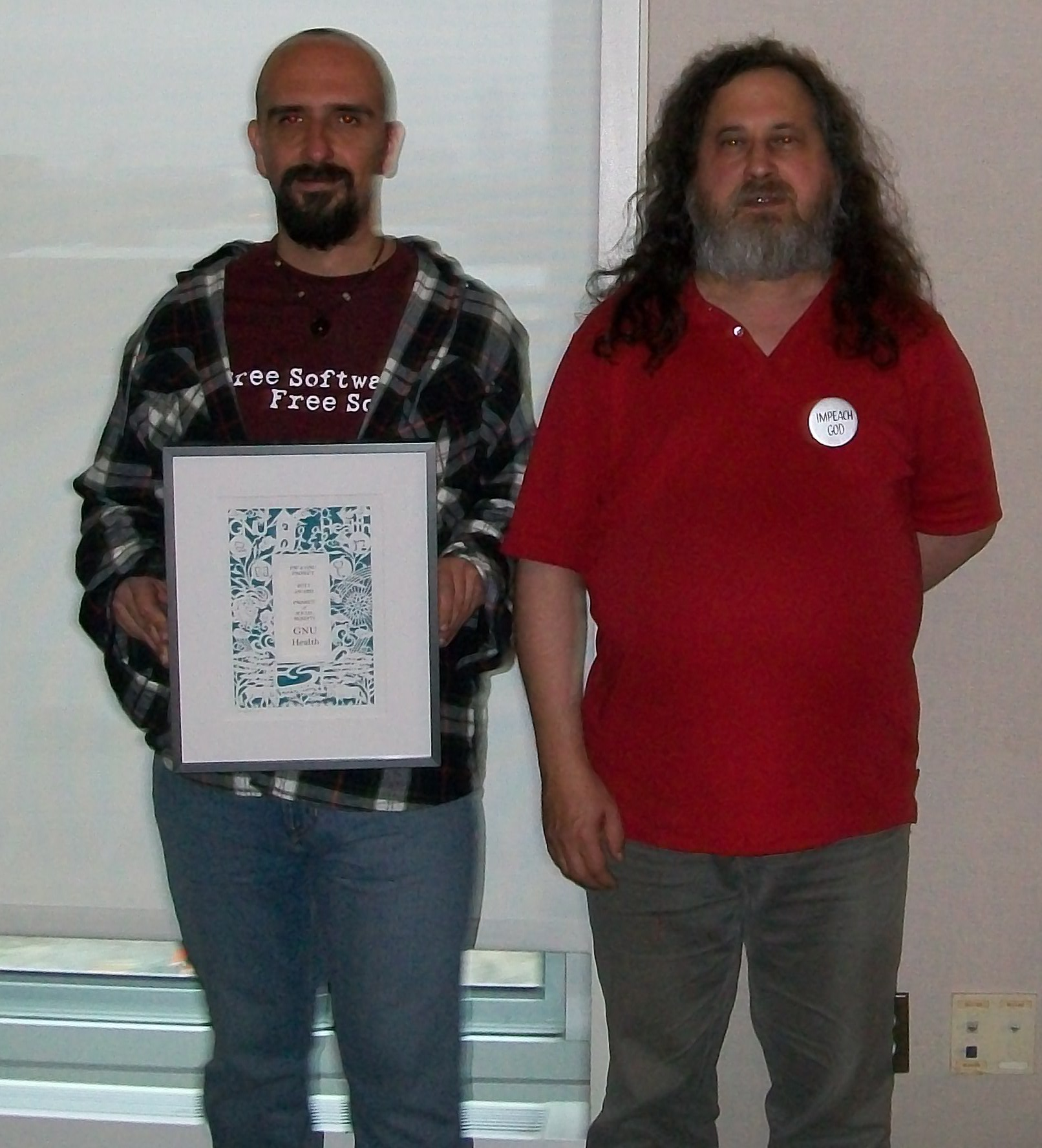
Falcon con Richard Stallman a Libreplanet 2012

- Luis Falcón riceve il premio 2011 Social benefit award for Best Project of Social Benefit dalla Free Software Foundation per il progetto GNU Health presso l'evento LibrePlanet nel 2012 all'University of Massachusetts Boston[22]
- Premio Shuttleworth Foundation Grant 2015 per il lavoro su GNU Health[23]
- Premio Sonderpreis Open Source Business Award (OSBAR) 2016 per GNU Health[24]